# Francis Jenkinson
Francis John Henry Jenkinson, né le 20 août 1853 à Forres et mort le 21 septembre 1923, est un bibliothécaire de l'Université de Cambridge 1889-1923. A. F. Scholfield (en) lui succède.

## Biographie
Francis John Henry Jenkinson naît le 20 août 1853 à Forres.
Il étudie à Marlborough College, puis Trinity College à Cambridge, où il obtient en 1876 un diplôme de première classe dans la Tripos classique. En 1878, il est devenu un Trinity fellow, donnant des conférences en classiques entre 1881-1889.
Alors qu'il est bibliothécaire à Cambridge, il supervise l'acquisition de diverses collections, dont la bibliothèque de Lord Acton et des documents de la Guenizah du Caire,. Au cours de la Première Guerre mondiale, il commence ce qu'on appelle la Collection de la Réserve de guerre, qui comprend des articles non officiels et personnels et des documents éphémères comme des dépliants, des cartes et des journaux ainsi que des listes d'honneur des écoles publiques et des listes hebdomadaires des victimes,. Il lance un appel public à faire des dons à la collection, à la suite de quoi il reçoit des dons de membres des forces armées, de contacts personnels et de membres du public.
Il reçoit le doctorat honorifique en lettres (D.Litt.) de l'Université d'Oxford en octobre 1902, à l'occasion du tricentenaire de la Bibliothèque Bodléienne.